# .300 Holland & Holland Magnum
El .300 Holland & Holland Magnum (300 H&H mag), conocido también como el Super Thirty (Super Treinta)  es un cartucho de rifle de fuego central desarrollado por la compañía inglesa Holland & Holland para fines cinegéticos, fue introducido al mercado en junio de 1925;el mismo año que apareció en el mercado el .270 Winchester.

## Diseño
El casquillo es encinchado en la base, diseño característico de los belted magnum, similar al del .375 Holland & Holland Magnum, de cuyo casquillo, al igual que con el .244 H&H Magnum, fue usado para el desarrollo de este cartucho, ajustando el cuello para alojar un proyectil calibre .308 (7.62mm). El cinturón con el que cuenta en la base del casquillo se desarrolló para controlar la distancia entre el proyectil y la garganta del cañón, ya que los hombros del casquillo son muy poco pronunciados para poder alojar las tiras de cordita dentro del casquillo. 
Si bien algunos de los calibres magnum más modernos, que han sido desarrollados a partir de este casquillo, el cinturón queda como una reminiscencia del cartucho original ya que aprovechan el diseño de los hombros más pronunciados en los casquillos, para controlar este espacio entre el cañón y el proyectil.

## Historia
El .300 H&H Mag, alcanzó la fama como cartucho de precisión cuando el tirador americano Ben Comfort lo usó para ganar el campeonato de 1000 yardas de Wimbledon en 1935, y después cuando fue usado para ganar el campeonato internacional de 1,000 yardas en 1937. con un rifle desarrollado por Griffin & Howe. Pero la gran popularidad entre cazadores probablemente se debe a que Winchester lo ofreci'o como alternativa para su modelo 70, pre 64.
El .300 H&H Mag. ofrece una balística superior a la del .30-06 Springfield, a costa de un cajón de mecanismo más largo y es muy versátil con todos pesos de bala y tipos, especialmente si son recargadas, al igual que otros .300 Magnum. SAAMI limita la presión del .300 H&H Mag a 54,000 P.S.I.
En 1963 se introdujo al mercado el .300 Winchester Magnum, que frece una mejor balística ligeramente superior al .300 H&H Mag, y en un mecanismo de longitud estándar. El .300 H&H estuvo diseñado para cargar cordita, requiriendo de un cartucho más largo, mientras que los nuevos mágnum, se diseñan con un casquillo más corto, confiriendo la uniformidad balística que permite el uso de la entonces nueva pólvora lenta "IMR"
Nunca logró ser popular como el .30-06; pero la mística de este cartucho radica en la calidad de los rifles ingleses recamarados para el .300 H&H, que lo mantiene vigente. Además es uno de los cartuchos de más suave alimentación debido a la forma del casquillo de hombro poco pronunciado. Concebido para cazar antílopes en las llanuras africanas pero también capaz de abatir a los animales más peligrosos e incluso paquidermos, y con las pólvoras actuales es posible recargarlo para obtener prestaciones que lo ponen ligeramente por debajo del .300 Win Mag.

## Performance
Con la adecuada selección de pólvoras modernas, el .300 Holland & Holland Magnum iguala las prestaciones del .300 Winchester Short Magnum; alcanzando los 3,200 pies por segundo con un proyectil de 150 granos, aproximándose a los 3,000 pies por segundo con un proyectil de 180 granos, unos 2,800 pies por segundo con un proyectil de 200 granos y unos 2,700 pies por segundo con proyectiles de 220 granos.Este rango de pesos de proyectiles lo vuelven una alternativa muy versátil para la caza de presas de diferentes contexturas y en diferentes tipos de terreno. Al ser un cartucho que requiere de un cajón de mecanismos para magnum largo, los rifles suelen ser pesados y grandes, que le dan el perfecto balance para reducir la sensación de retroceso que genera.

## Aplicaciones
El .300 Holland & Holland Magnum fue desarrollado inicialmente para fines cinegéticos, como alternativa de caza mayor para piezas de piel delgada, que ofrecía una trayectoria plana para facilitar tiros a distancias mayores a los 200 metros, incluso con las pólvoras que se utilizaban a inicios del siglo XX. Sin embargo, el cartucho ha gozado de mucha popularidad entre los tiradores deportivos, demostrando ser capaz de lograr muy buenos resultados para tiros a distancias considerables. 

### Uso cinegético
Con proyectiles de alto coeficiente balístico, el .300 H&H Mag es una respetable alternativa para las competencias de tiro a larga distancia con fusil, mientras que con proyectiles de construcción adecuada es una opción excelente para la caza mayor, siendo probablemente las sabanas Africanas, las zonas de llanura o incluso en terrenos de montaña en cualquier parte del mundo los terrenos donde mejor se luce. Desde venados de cola blanca y corzos, hasta alces y osos pardos en el Yukon, o desde frágiles dik dik hasta un gran Eland, el .300 H&H con el proyectil adecuado, hará su trabajo con suma efectividad.